# Relaciones España-Irán
Las relaciones España-Irán son las relaciones exteriores entre el Reino de España y la República Islámica de Irán.

## Relaciones históricas
Los contactos entre iraníes y españoles se empiezan a registrar durante la época del Califato omeya, debido a los contactos entre viajeros persas al Occidente del Imperio Árabe, concretamente visitadores a Al-Ándalus y peregrinos Moriscos andalusíes a La Meca y otros Lugares sagrados del islam, encontrándose con gente de todo el Medio oriente. El viajero Ibn Battuta (1304-69) menciona que existían comunidades de persas Faquir (provenientes de Khorasan, Tabriz, Samarcanda e India) asentadas en la Granada musulmana, los cuales podían detectarse por sus nombres exactos.
Los primeros intentos de desarrollar lazos diplomáticos formales se dieron con los contactos entre el Ilkanato mongol en Persia y los Reinos ibéricos de la Edad Media. Durante el reinado de Jaime I de Aragón, el kan de Tartaria, Abaqa Kan (soberano Budista de Persia), envió correspondencia al rey aragonés y al Papa Clemente IV, por el que pedía que unan fuerzas los mongoles y los cristianos occidentales para emprender una cruzada contra los musulmanes (en específico contra el Sultanato mameluco de Egipto, con los que estaba en guerra desde 1260). Jaime y Clemente enviaron al embajador Jayme Alaric de Perpignan para desarrollar una Alianza franco-mongola que debía activarse en la Octava cruzada. También se registró que Abaqa escribió al rey Jaime, diciendo que iba a enviar a su hermano, Aghai, para unirse a los aragoneses cuando llegaron a Cilicia. Aquello pudo haber motivado a la fallida cruzada de los infantes de Aragón de 1269. Previo al fracaso, Alfonso IX de Castilla le advirtió en carta que no se podía confiar en los mongoles.Los acercamientos del Concilio de Lyon II de 1274, donde el Papa Gregorio X ratificó la alianza de Occidente con Bizancio y el Ilkanato de Abaqa para una proyectada Novena cruzada, no contaron con el apoyo de los demás monarcas europeos, que habían perdido el entusiasmo por las Cruzadas, excepto por el anciano Jaime I. Posteriormente, Jaime II de Aragón y Ghazan Kan se escribieron cartas para desarrollar una alianza contra enemigos comunes del mundo islámico, ofreciendo los aragoneses su apoyo militar a los persas mongoles para conquistar Jerusalén en el año 1300.
Un siglo más tarde, Enrique III de Castilla envió una misión diplomática al Imperio timúrida, mandando a los embajadores Payo Gómez de Sotomayor y Hernán Sánchez Palazuelos a reunirse con Tamerlán (conquistador turco-uzbeko de Persia y su actual gobernante). Tales misiones fueron bien recibidas y Tamerlán respondió con una carta a Enrique III, en gran medida motivado por querer formar una alianza contra los mamelucos egipcios y el Imperio Otomano. Posteriormente, Enrique envió al embajador Ruy González de Clavijo a la corte de Tamerlán en Samarcanda, quien dejó testimonio de Irán en su obra Embajada a Tamorlán.
Tras la Caída de Granada, los acercamientos de España con Persia fueron motivados en gran medida para lograr una Alianza habsburgo-persa contra el Imperio Otomano y el temor a sus conquistas en Europa, además de contrarrestar la Alianza franco-otomana. Fue así que el Papa León X ya andaba sugiriendo a Fernando El Católico que hiciera una alianza con el Shah Ismaíl I de Persia (quien ya había escrito al Reino de Hungría y al Reino de Portugal) para unirse en una guerra contra los Otomanos. Noticias del Shah Ismaíl I, y sus negociaciones con la República de Venecia, llegaron a la corte española por el italiano Pedro Mártir de Anglería (quien se quiso informar de todo lo posible sobre la Persia safávida en su embajada al Egipto mameluco) y sus cartas a Pedro Fajardo y Chacón, atestiguando a un soberano poderoso capaz de desafiar a todos los príncipes del mundo, generando fascinación entre la diplomacia española.Aquello fue lo que motivo a que Carlos I de España enviara misiones a Irán en 1516 a 1519, más aún cuando el Papa había dicho a los Caballeros Hospitalarios que el Shah se convertiría al Cristianismo, dando una romántica idea a la corte española de la existencia de un rey Persa cristiano, algo que atestigua la Descripción de la Sinapia y su utopía de una sociedad persa cristiana llamada Sinapia.También fueron de gran impacto, para acrecentar el interés de España en Persia, las noticias de las Guerras turco-persas (llena de victorias para los persas hasta la Batalla de Chaldiran) y los testimonios de viajes de exploradores, tanto extranjeros como el italiano Ludovico de Varthema, como los de españoles como Martín Fernández de Figueroa (soldado español en el Imperio portugués durante sus expediciones al Golfo Pérsico y la India) y su obra Tratado de la conquista de las Islas de Persia y Arabia, editada por Juan Agüero de Trasmiera. Inclusive Fernando Colon le diría al rey Carlos I que España tenía derecho a conquistar Persia.Sin embargo, poco se sabía en España sobre lo que pasaba en Irán por dificultades tecnológicas, siendo así que el enviado de Luis II de Hungría y Carlos V de Alemania, Petrus de Monte Líbano, se demoro como 7-8 años en comunicar las propuestas de alianzas entre ambos gobiernos (y demorándose Carlos 3 años en conocer la muerte del Shah). Aun así, se involucraron españoles como Martín de Salinas como intermediarios para embajadas de otras potencias europeas a Persia, que sean favorables al Imperio Habsburgo (en su caso sirviendo al Archiducado de Austria de Francisco Fernando), quien en 1524 comunico que un embajador persa se presentaría en Burgos para comunicarse con Carlos, en respuesta a las propuestas de alianza con el Sacro Imperio Romano Germánico que fueron enviadas por Fernando de Austria.Otra embajada se apareció en España a fines de 1528, en el que el embajador Gabriel Sánchez imploro durante 1529 para acelerar la concertación de una alianza. Por ende, se envío otro embajador, Jean de Balbi (saboyano de la Orden de San Juan de Jerusalén), a través de la Goa portuguesa, que debía comunicar sobre las actualizaciones de los eventos en Europa (sobre todo el Tratado de Madrid (1526), la Liga de Cognac y la Batalla de Mohács) para comprometer a los persas en la alianza y comprometer unidad contra el enemigo común. Finalmente, nunca se dio una alianza formal entre el Imperio de Carlos V, pero dejó una mirada favorable a la propuesta en la opinión general en España. Aquella convicción fue tan fuerte que incluso surgieron rumores durante la época de que ya habían llegado españoles y portugueses a combatir en el Golfo Pérsico del lado de los persas contra los turcos. Aquello propagaron Aloigi di Giovanni Venetiano en su Viaggio di Colocut (afirmando que habían 1500 soldados ibéricos en 1529 en Persia, algo sin registro histórico) o Francisco López de Gómara (afirmando que habían soldados y artillería española en 1534 al servicio del Shah Tahmasp I).A su vez, Álvaro de Bazán, durante su crónica, testimonio que Solimán el Magnífico tenía temores de una guerra de 2 frentes contra España y Persia en simultáneo.Posteriormente, en la década de 1540, otro emisario persa acudió a Carlos V en Alemania, y también habría existido una misión encubierta a España (posiblemente llevada a cabo por el veneciano Michele Membré); sin embargo, no hay información precisa del encuentro.
Tanto España como Persia establecieron sus primeros contactos diplomáticos formales a finales del siglo XVI, concretamente durante los reinados del rey Felipe II y el sah Tahmasp I, cuando en marzo de 1558, tanto el rey de España, como el Papa Pío IV decidieron enviar un emisario a Persia a través de Michel Cernovic, el jefe dragomán de los venecianos y agente de Fernando I del SIRG, como de España, en Constantinopla. Sin embargo, estuvo más ocupado en negociar, junto al embajador flamenco Ogier Ghislain de Busbecq, los tratados fronterizos de los otomanos con los Habsburgo de Viena en Transilvania, que en concretar algo con Persia. Posteriormente, en 1566, Felipe le ordenó a su embajador en Portugal, Alonso de Tovar, para que prepare una embajada a Persia y que le informara si los persas iban a romper la Paz de Amasya con los otomanos tras el fallecimiento de Solimán el Magnífico (sin embargo, nunca llegó la misión a Irán). Otro intento de acercamiento a los persas fue con la cuarta guerra otomano-veneciana, donde todos los participantes de la Santa Liga prepararon en 1572 una embajada para informar al Shah Tahmasp I sobre la derrota del ejército otomano en la Batalla de Lepanto y proponer renovar la alianza para luchar contra los turcos; pero tras enfermar gravemente Tahmasp I en 1574 y su posterior muerte 2 años después, tales planes no se pudieron concretar al estallar una guerra civil en Persia (en la que los turcos aprovecharon en invadir Irán). También Íñigo López de Mendoza, virrey del Reino de Nápoles (a través de un mensajero armenio llamado Juan Bautista) envió regalos al monarca persa en nombre del rey de España, con una oferta de amistad. El Shah respondió positivamente y envió al propio Juan Bautista y a un emisario persa con su respuesta, lleno de regalos para Felipe II. Finalmente, tras poner Felipe a Portugal bajo la Casa de Austria y dar inicio a la Unión Ibérica, España se tuvo que hacer cargo del Imperio Colonial Portugués, entablando contacto diplomático en Medio Oriente con el Reino de Ormuz (territorio persa bajo protectorado portugués) y la Persia safávida, buscando amenazar a los otomanos de guerra en 3 frentes (en el Mar Mediterráneo, el Mar Rojo y el Golfo Pérsico). Fue así que Felipe envió a Dom Francisco de Mascarenhas (virrey de la India Portuguesa) en 1581 para proponer nuevas alianzas contra los otomanos, enviando este al armenio Juan Bautista y al Fray Simón de Morais (experto en Lengua persa por su estadía en Ormuz) vía Goa, junto a regalos. Mando nuevos envíos al Imperio persa con los portugueses Matias de Albuquerque en 1594, y Francisco de Gama en 1596, insistiendo antes de morir en que se mandara gente de alto rango (Fidalgo) como embajadores y preservar las relaciones más amistosas con Persia.
No fue hasta que subió al trono Felipe III en España, junto a Abbás el Grande en Persia, cuando las relaciones lograron intensificarse a través del intercambio de un número significativo de embajadas que estuvieron encabezadas por clérigos y diplomáticos laicos (como el explorador inglés, Anthony Shirley), sobre todo logrando la Embajada Persa en Europa de 1599–1602 y la de 1609–1615. Entre todas ellas se destacaron fundamentalmente dos, la que encabezó Husain Ali Beg (1599-1602) y la de García de Silva y Figueroa (1614-1624). Con la unión de España y Portugal durante el reinado de Felipe II, Madrid debió hacerse cargo de las posesiones portuguesas de ultramar, las cuales incluían varias fortificaciones en el Golfo Pérsico. Además, tanto Irán como España estaban preocupadas por la política expansionista turca, de manera que ambos países buscaron de una estrategia para contenerla, tomando Persia la iniciativa en mandar misiones a Europa. Incluso otros soberanos asiáticos (vasallos de irán), como el georgiano Simón I de Kartli, buscaron alianzas españolas contra los turcos. Pero también fue importante la iniciativa española en las buenas relaciones con Persia para mantener la hegemonía ibérica en el Comercio de especias a través de Ormuz (convenciéndole el fraile portugués, Nicolas de Melo, a Abbas, de que un cambio de la ruta de venta de seda a la ruta de Ormuz le traería beneficios), frente a la rivalidad con el Imperio británico y el Imperio neerlandés durante la guerra de los Ochenta Años. Más aún cuando en 1604, Abbas recuperó Tabriz y se apoderó de todo el litoral del Golfo Pérsico, dejando sólo la pequeña isla de Ormuz en manos de Felipe III. Lo que generó algunas propuestas, como la del fraile carmelita Pablo Simón (quien residió en la corte safávida por 4 meses entre 1608 y 1609), de una alianza con el Sha contra los otomanos, pero con la condición de permitir el comercio con Persia a través de Moscú y no a través de la India (la ruta seguidos por los comerciantes ingleses, holandeses y franceses, en pugna contra España). Sin embargo, el Consejo de Portugal desestimó esta propuesta, con tal de mantener los acuerdos existentes con Persia en la India portuguesa. Otra propuesta, está vez de parte de los persas, fue el proyecto de desviar el comercio de la seda cruda persa en el Mediterráneo, a través de la ruta del Cabo, lo cual perjudicaría económicamente a los Otomanos y beneficiaría a los portugueses en África con un monopolio de exportación (sin embargo, la propuesta fue desechada por la corte de Madrid, ya que bastaban los productos de China e India para suplir la demanda y no querían generar un exceso de oferta).
Durante este tiempo, el Shah Abbás el Grande permitió y hasta facilitó la instalación de Órdenes religiosas católicas (pidiendo que sacerdotes católicos predicarán y plantarán iglesias en Persia), incluso surgiendo rumores, durante 1599-1602, de que Abbás estaba considerando convertirse al catolicismo, según había informado Asad Beg a Don Diego de Miranda y el Obispo de Pistoia, noticia que llegó hasta Clemente VIII. Tales misiones religiosas católicas en Persia serían vitales para entender las relaciones hispano-persas, sobre todo los Agustinos en Ormuz y Goa, resaltando el embajador hispano Antonio de Gouvea (nombrado Visitador apostólico en Persia y obispo de Cirene en África, no tan patriarca de Armenia como Shah Abbas I había exigido) y el persa Dengiz Beg Rumlu. Otros frailes relevantes fueron Melchor de los Ángeles, Guilherme de Santo Agostinho, Diogo de Santa Anna, que arribaron a Isfahán con el embajador Luis Pereira Lacerda.
Durante la misión persa en Europa de 1600-1611, el comerciante armenio Kaja Safar sirvió de agente de comercio de Irán en Madrid, en el que envió promesas a los Reinos cristiano en el desarrollo de una alianza anti-Otomana. También pretendió vender los excedentes de seda y hacer algunas ganancias, pero debido a malentendidos provocados por Dengiz Beg Rumlu, los monarcas españoles pensaron que fueron obsequios (lo que contribuyo a su muerte de Dengiz). Posteriormente se logró un acuerdo comercial Hispano-Persa para exportar la seda persa por la Ruta del Cabo, pero que no llegó a ser aplicado, lo que agrio las relaciones, junto a la pobre respuesta de Felipe al incidente con Dengiz.
Entre los regalos que enviaron las embajadas españolas a los persas, cuidadosamente seleccionado y laboriosamente ensamblado a lo largo de varios años, se presentaban inventarios de origen americano, como vasijas de plata (incluidas seis grandes urnas con el escudo real, tres grandes palanganas y tres aguamaniles), grandes cofres de cristal con oro, además de barriles de Cochinilla (importante para lograr el tinte Carmín y que llegaron por primera vez al Medio Oriente en una de las primeras Globalizaciones). Este último bien fue muy apreciado en Irán, apareciendo el verso persa “Nunca ha habido una prenda de tal belleza” por el rojo perfecto que provocaba en la tela. Además de que, por la práctica safávida de reciclar o redistribuir regalos, pudieron haber llegado a ser vendidos a la India dichos obsequios españoles a Persia.

Quatro mil docados de cochonilla que por orden de don Francisco de Vart, Presidente de la Casa de la Contratación de Sevilla se remeteron á Lisboa á don Estevão de Faro, que con carta mia la entregará á Don García. Fecha en Madrid á 3 de enero de 1614.
(...) Cinco grandes barriles en que venían treinta arrouas de cochinilla, que es con se tiñe la finíssima color carmesí, cosa de mucha estima y de las de mayor precio que venían en todo el presente

El interés español en Persia con el tiempo decreció en cuanto a buscar una alianza para derrotar a los otomanos, y se enfoco en proteger los intereses comerciales de los colonos portugueses en el Océano Índico frente a las amenazas asiáticas (incluida la propia Persia) y la Guerra luso-neerlandesa. En ese plan, aunque inicialmente España quiso lograr un acuerdo de paz con los ingleses (algo obstaculizado por la corte portuguesa, que insistía en asegurar un monopolio en el Golfo Pérsico, pese a no estar en condiciones para imponerlo), al final se buscó augurar la superioridad marítima portuguesa, que compensaba la superioridad numérica persa en los ejércitos de tierra, evitando que la marina inglesa permitiera transportar las tropas continentales iraníes hacia las islas portuguesas en Medio Oriente (como Ormuz), enviándose a Ruy Freire en 1619 para desalojar a los ingleses de Qeshm (lo cual enfureció al Shah por lo que percibió como un afrenta a su soberanía). También se buscó predicar la fe católica en Oriente (según los designios directos de Roma) que buscaba reunificar a la Iglesia armenia (cuya independencia estaba bajo la protección persa) con la Iglesia católica armenia, además de convertir a los musulmanes al Catolicismo. Aquello fue lo que enfureció a Abas el Grande, quien prefirió una alianza con los imperios protestantes (Holanda y sobre todo Inglaterra, cuyos agentes confirmaron el desinterés español de combatir a los turcos), los cuales no divulgaban su religión.  Finalmente, le declaró la guerra a España y Portugal, llevando a la Captura anglo-persa de Ormuz.
Con la separación de las coronas de España y Portugal en 1640, el interés de Madrid en Irán prácticamente desapareció, en gran medida porque la geopolítica de España se redirigió a América y las Filipinas, a falta de posesiones de ultramar en medio oriente, además de estar llegando a su final la rivalidad hispano-otomana. Las relaciones no volvieron a retomarse hasta mediados del siglo XIX con la firma de un tratado de amistad y comercio. Aun así, todavía hubo contactos informales unas décadas más, siendo el último testimonio de Persia (por parte de un español) la que proporcionó el jesuita Pedro Cubero en 1670, durante el reinado de Shah Solimán I de Persia. También fueron importante los Carmelitas de Persia en los contactos hispano-persas, con nombres como Vicente de San Francisco, Pablo Simón de Jesús María, Juan Tadeo de San Eliseo (Primer obispo de Isfahán).
Pese a ello, fue durante esta época de intercambios con los persas que se desarrolló en la sociedad española una imagen muy positiva de Irán en el Siglo de Oro, viéndosela como mucho más cercano en valores a la Cristiandad, y mucho más sofisticado la Dinastía Safavida en la Moral natural que la denigrada Dinastía otomana. A su vez que en la Persia Chiita se dio un gran interés en España y Portugal por sus luchas contra los turcos Sunitas, donde la Literatura española en Irán en el siglo XVI y XVII fue muy valorada y se vio a sus soldados como grandes héroes y campeones contra los otomanos. Mientras que en España se hicieron analogías entre la imagen heroica de la antigua Persia y las virtudes representadas en el período safávida (algo muy notorio en la obra Viaje de Turquía, de Sánchez García).También fue durante el siglo XVII que varios persas renegados sirvieron para la Monarquía Hispánica (en la era de la Unión Ibérica), como Don Felipe de Persia, Don Juan de Persia (bautizado en el Palacio Real de Valladolid), Don Diego de Persia (quien llegó a ser parte de altos rangos de la corte española, convirtiéndose en caballero de la Orden de Santiago), Don José de Persia (quien se convirtió en un capitán en el Reino de Sicilia), etc que fueron muestra de un ejemplo de la benevolencia del rey al aceptarlos y ponerlos al servicio del estado o del ejército. Terminaron sirviendo en los frentes de conflicto en el Mar Mediterráneo, no queriendo involucrarse en los frentes coloniales de Medio Oriente (probablemente por su conversión al Catolicismo y posterior asimilación voluntaria en la cultura hispánica), desarrollando comunidades en La Coruña o Lisboa, sobre todo de caballeros persas.
Entre 1874 y 1875, Adolfo Rivadeneyra fue nombrado vicecónsul en Teherán. Durante su estancia en el país realizó un largo viaje que relató en una obra de tres tomos titulado Viaje al interior de Persia. Tras su salida de Teherán, Francia representó los intereses españoles en Irán hasta mediados de 1911, año en el que llegó el siguiente representante diplomático español, José Romero Dusmet, permaneciendo hasta 1919.
Los conflictos internacionales y nacionales que asolaron al mundo pero también a España e Irán, fueron las razones por las cuales los dos países no lograron restablecer sus vínculos directos hasta 1951, año en el que se reabrió la Legación española en Teherán por Emilio Beladíez en calidad de encargado de negocios. A partir de entonces, las relaciones se fueron intensificando considerablemente, especialmente, durante la segunda mitad de la década de los años 70 cuando Irán se convirtió en unos de los principales suministradores de petróleo de España. A diferencia de lo que ocurrió con otros países occidentales, la revolución de 1979 no implicó una ruptura o enfriamiento de las relaciones bilaterales.

## Relaciones actuales
Las relaciones diplomáticas entre España e Irán tienen como punto de partida la inexistencia de contenciosos bilaterales, además de una simpatía natural de Irán y los iraníes hacia España y lo español, lo que convierte a España en uno de los países de la UE con mejor imagen, tanto entre la gente, como entre las autoridades, que consideran a España como un país amigo, incluso a pesar de las sanciones.
En cuanto a la evolución de estas relaciones, hay un paralelismo entre España y buena parte del resto de países de la UE. El cierto deshielo experimentado por los ocho años del presidente del Gobierno iraní, Jatamí, con la visita de su homólogo español, Aznar, a Irán en 2002 y la de Jatami a España ese mismo año, fue seguido por los ocho años del presidente Ahmadineyad. A partir de los sucesos de 2009 y el agravamiento de la cuestión nuclear, las relaciones oficiales entre Irán y España, como miembro de la UE, se vieron afectadas, especialmente con la aprobación de las sanciones de la UE en enero de 2012, su entrada en vigor en verano de ese año y el endurecimiento de las mismas en meses posteriores. La expresión más clara de esta situación es la inexistencia de viajes oficiales, delegaciones o visitas de altos cargos entre ambos países entre 2010 y el otoño de 2013, fecha esta última en la que la situación pudiera cambiar a merced de la llegada al poder del nuevo presidente iraní, de corte más progresista. Los cambios en la escena política iraní podrían ayudar al desarrollo de las relaciones.
Durante las protestas en Irán de 2021-2022, España, junto a la mayoría de los países de Europa, condenó las represiones del Gobierno teocrático contra la población iraní.

## Relaciones económicas
Irán era uno de los tres mayores proveedores de crudo a España en 2011, con casi el 14 % del total de petróleo importado. La situación ha cambiado radicalmente con la aprobación de las sanciones de la UE estableciendo la paralización total de dichas importaciones, sanciones aprobadas el 23 de enero de 2012 y que entraron en vigor para el crudo el 1 de julio de ese año. España ha sido el segundo país de la UE más afectado por la medida, tanto en términos porcentuales tras Grecia, como absolutos tras Italia.
En los años inmediatamente anteriores a las sanciones, las exportaciones españoles conocieron un incremento que colocó a España como quinto país exportador de la UE, aunque a bastante distancia todavía de los tres primeros (Alemania, Italia y, luego, Francia) y algo más cerca del cuarto,  Suecia.
En el 2008 se inició la tendencia al alza y España mejoró sus exportaciones con respecto a 2007, alcanzando la cifra de 464 M€, un 3,1% de crecimiento
sobre el año anterior. Tras un empeoramiento en 2009, España volvió a mejorar en 2010 la media de la UE, cuyas exportaciones aumentaron un 8,5% frente al 11,2% español. En 2011, el último año anterior a las sanciones, las exportaciones españolas a Irán alcanzaron los 655,3M€, incrementándose en un 33,2% contra una caída del 7,3% de la UE. Resulta interesante resaltar que en tres años, entre 2009 y 2011, las exportaciones españolas a Irán crecieron casi un 50%.
En un contexto global, España copaba en 2011 un 0,8% del total de las importaciones iraníes y era el suministrador n.º 21. Para España Irán fue el cliente n.º 46 en todo el mundo, con un 0,31% de las exportaciones totales españolas.

## Cooperación
Irán nunca ha tenido acuerdos de cooperación al desarrollo con España. Irán no tiene programa financiero con España, ni tampoco procede, dado su nivel de renta per cápita, situado en la parte alta de países de renta media. Hay que recordar que Irán ha experimentado en los últimos 30 años el segundo mayor avance mundial dentro de su grupo en términos del Indicador de Desarrollo Humano, solo superado por Corea del Sur. En todo caso, la Resolución 1747 de Naciones Unidas, de 24 de marzo de 2007, en virtud de lo estipulado en su punto 7, prohíbe conceder a Irán todo tipo de financiación excepto aquella relativa a ayuda humanitaria.

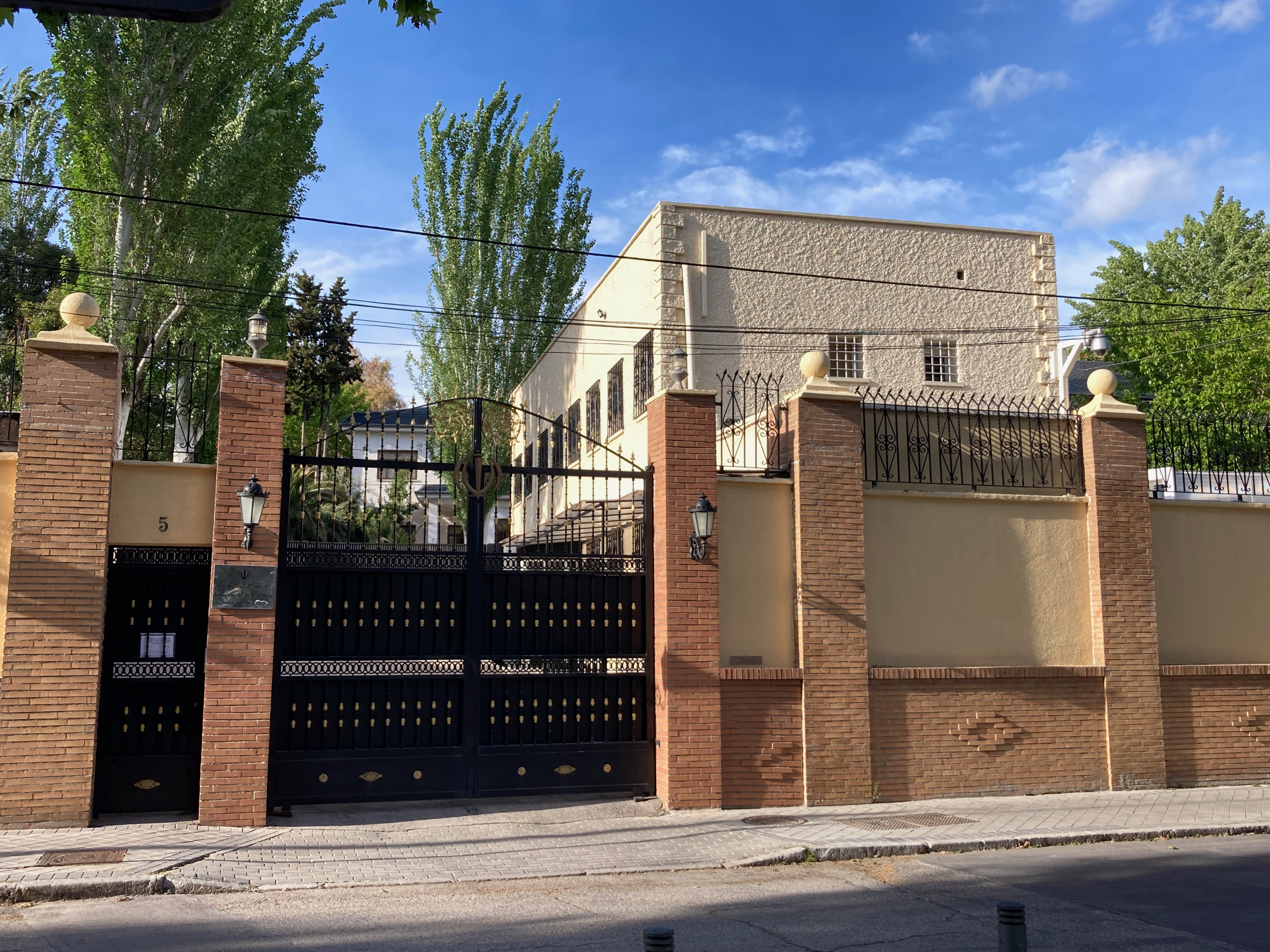
Embajada de Irán en Madrid

## Misiones diplomáticas residentes
- España tiene una embajada en Teherán.[28]
- Irán tiene una embajada en Madrid.[29]